# 19. maj
19. maj er dag 139 i året i den gregorianske kalender (dag 140 i skudår). Der er 226 dage tilbage af året.
Dagens navn er Potentiana.

### Begivenheder
Født - Dødsfald
- 1340 - Efter forhandlinger med den holstenske grev Gerhards sønner får junker Valdemar - den senere Valdemar Atterdag - overdraget rettighederne til den danske krone.
- 1536 - Anne Boleyn, Henrik 8. af England's hustru nummer to, henrettes.
- 1649 - England erklærer sig som et Commonwealth med Oliver Cromwell som præsident for statsrådet.
- 1685 - Leonora Christina løslades fra Blåtårn.
- 1690 - Holmen (nuværende Gammelholm) i København tages i brug som flådebase.
- 1802 - Æreslegionen, den fornemmeste franske orden, indstiftes af førstekonsul - senere kejser - Napoleon.
- 1906 - Simplon jernbanetunnelen mellem Schweiz og Italien åbnes officielt.
- 1906 - De sidste engelske soldater forlader Canada.
- 1929 - Verdensudstillingen Exposicion International de Barcelona åbner i Barcelona.
- 1930 - Kvinderne i Sydafrika får stemmeret - dog kun de hvide kvinder.
- 1964 - USA retter en officiel klage til Rusland, da der findes aflytningsudstyr på den amerikanske ambassade i Moskva.
- 1965 - Folketinget vedtager lov om udlevering af islandske håndskrifter bl.a. fra den  Arnamagnæanske Samling.
- 1980 - Energiminister Poul Nielson indrømmer overfor Folketinget at have fortiet to klausuler i en oliekontrakt med Saudiarabien, nemlig at olien skal fragtes på saudiske skibe, og at Danmark ikke må bringe Saudi i miskredit.
- 1982 - Sophia Loren anholdes i Roms lufthavn og indsættes til afsoning af 30 dages hæfte for skattesvig.
- 1983 - En amatørfilm i TV afslører, at redningsbåden RF 2, der forliste med seks mand ved Hirtshals i 1981, kæntrede allerede ved den officielle stabilitetsprøve.
- 1986 - EF-pakken godkendes i Folketinget.
- 1992 - For første gang afholdes uafhængige valgt i irakisk Kurdistan. Det irakiske parlament erklærer valget ulovligt.
- 2001 - Afholdsforeningen Blå Kors tillader for fremtiden deres medlemmer mådeholden brug af spiritus.
- 2005 - Star Wars Episode III - Revenge of the Sith, har verdenspremiere.
- 2018 - Brylluppet mellem Prins Harry og Meghan Markle i Storbritannien

### Født
- 1760 - Antoine Bournonville, fransk-dansk balletdanser, koreograf og balletmester (død 1843).
- 1810 - Orla Lehmann, dansk jurist og politiker (død 1870).
- 1881 - Kemal Atatürk, tyrkisk præsident (død 1938).
- 1882 - Muhammed Mossadegh, iransk premierminister (død 1967).
- 1888 - Jørgen Jørgensen, dansk højskolemand, politiker og minister (død 1974).
- 1890 - Ho Chi Minh, vietnamesisk leder (død 1969).
- 1909 - Nicholas Winton, britisk politiker (død 2015).
- 1918 - Abraham Pais, jødisk-hollandsk fysiker og skribent (død 2000).
- 1924 - Sandy Wilson, engelsk komponist (død 2014).
- 1925 - Malcolm X, sort amerikansk borgerretsforkæmper (død 1965).
- 1928 - Poul Hoffmann, dansk forfatter (død 2015).
- 1937 - Minna Skafte Jensen - dansk professor i klassiske studier og klassisk litteratur
- 1939 - James Fox, engelsk skuespiller.
- 1939 - John Sheahan, irsk violinist fra The Dubliners.
- 1941 - Ritt Bjerregaard, dansk politiker, tidligere minister og Københavns overborgmester (død 2023).
- 1941   - Nora Ephron, amerikansk manuskriptforfatter og instruktør (død 2012).
- 1942 - Flemming Quist Møller, dansk musiker, tegner, forfatter og instruktør (død 2022).
- 1945 - Pete Townshend, engelsk musiker i The Who.
- 1946 - Hilda Heick, dansk sanger.
- 1947 - David Helfgott, australsk pianist.
- 1952 - Grace Jones, jamaicansk sanger og skuespiller.
- 1953 - Victoria Wood, britisk skuespiller.
- 1953   - Sys Rovsing, dansk advokat.
- 1954 - Peter Hesse Overgaard, dansk skuespiller.
- 1961 - Kristian Pihl Lorentzen, dansk folketingsmedlem.
- 1969 - Thomas Vinterberg, dansk filminstruktør.
- 1979 - Diego Forlán, uruguayansk fodboldspiller.
- 1979   - Andrea Pirlo, italiensk fodboldspiller.

### Dødsfald
- 1536 - Anne Boleyn, engelsk dronning (født 1501/1507) - henrettet.
- 1864 - Nathaniel Hawthorne, amerikansk forfatter (født 1804).
- 1935 - T.E. Lawrence, engelsk soldat og forfatter (født 1888) - motorcykelulykke.
- 1954 - Charles Ives, amerikansk komponist (født 1874).
- 1969 - Coleman Hawkins, amerikansk jazzsaxofonist (født 1901).
- 1978 - Carl "Skomager" Hansen, dansk fodboldspiller (født 1898).
- 1984 - John Betjeman, engelsk forfatter (født 1906).
- 1994 - Jacqueline Kennedy Onassis, amerikansk præsidentfrue (født 1929).
- 1994   - Luis Ocaña, spansk cykelrytter (født 1945).
- 2000 - Jevgenij Khrunov, russisk kosmonaut (født 1933).
- 2003 - Paul Hagen, dansk skuespiller (født 1920).
- 2024 - Ebrahim Raisi, iransk præsident (født 1960).

|  | Denne datoartikel kan blive bedre, hvis der indsættes et (bedre) billede Du kan hjælpe ved at afsøge Wikimedia Commons for et passende billede eller uploade et godt billede til Wikimedia Commons iht. de tilladte licenser og indsætte det i artiklen. |